# Peshtigo (Wisconsin)
Pour les articles homonymes, voir Peshtigo.
Peshtigo est une ville américaine située dans le comté de Marinette, au Wisconsin. Selon le recensement de 2010, sa population est de 3 502 habitants.
La ville a donné son nom à un grand feu de forêt survenu en 1871.